# Isabel Gonzaga, Duquesa de Sabioneta
Isabel Gonzaga (em italiano:  Isabella; Sabioneta, 12 de janeiro de 1565 – Nápoles, 10 de fevereiro de 1637)  foi uma nobre italiana. Ela foi suo jure duquesa de Sabioneta como sucessora do pai, além de princesa de Stigliano e duquesa de Mondragone como esposa de Luís Carafa della Stadera.

## Família
Isabel foi uma das filhas de Vespasiano I Gonzaga e de sua segunda esposa, Ana de Aragão.
Os seus avós paternos eram Luís Gonzaga, um capitão mercenário do imperador Carlos V, e Isabel Colonna. Os seus avós maternos eram Afonso de Aragão e Portugal, conde de Ampúrias e duque de Segorbe e Joana Folch de Cardona y Manrique de Lara, também conhecida como Joana III, Duquesa de Cardona. Afonso, por sua vez, era filho de Henrique de Aragão e Pimentel, e portanto bisneto de Fernando I de Aragão e de Leonor Urraca de Castela.
Isabel também era descendente do rei João I de Portugal através de Fernando I, Duque de Bragança e de sua amante, Inês Pires, pela linhagem materna. Ainda pela linhagem materna, era descendente de Henrique II de Castela, avô paterno de seu ancestral, Sancho de Noronha, 1.º conde de Odemira, e também de Fernando I de Portugal, avô materno de Sancho.
Ela teve uma irmã gêmea, Júlia, que morreu cedo, e um irmão mais novo, Luís, que morreu com apenas 13 anos.
A primeira esposa do pai foi Diana Folch de Cardona, e a terceira foi Margarida Gonzaga, porém, ele só teve filhos com Ana de Aragão.

## Biografia
Após a morte de Vespasiano, em 26 de fevereiro de 1591, Isabel herdou, por testamento, todos os seus bens e um riquíssimo dote em moedas de ouro. Surgiu, imediatamente, uma amarga disputa pela sucessão ao Ducado de Sabioneta. Na falta de um herdeiro homem, os Gonzagas de Mântua e os do ramo San Martino, herdeiros de Pirro Gonzaga, reivindicaram o direito de assumir a herança.
Em 6 de março de 1591, foi assinado um acordo e o pequeno feudo foi desmembrado: o condado de Rodigo passou para Vicente I Gonzaga, duque de Mântua; o marquesado de Ostiano e os feudos de Bozzolo, Rivarolo Mantovano e Commessaggio, foram divididos entre os filhos de Pirro. A duquesa Isabel ficou com Sabioneta, Itri, Fondi e Minturno. A duquesa pouco se importava com o feudo de Sabioneta, tendo os preciosos móveis e objetos deixados pelo pai, transferidos para Milão e Nápoles, onde habitualmente vivia.

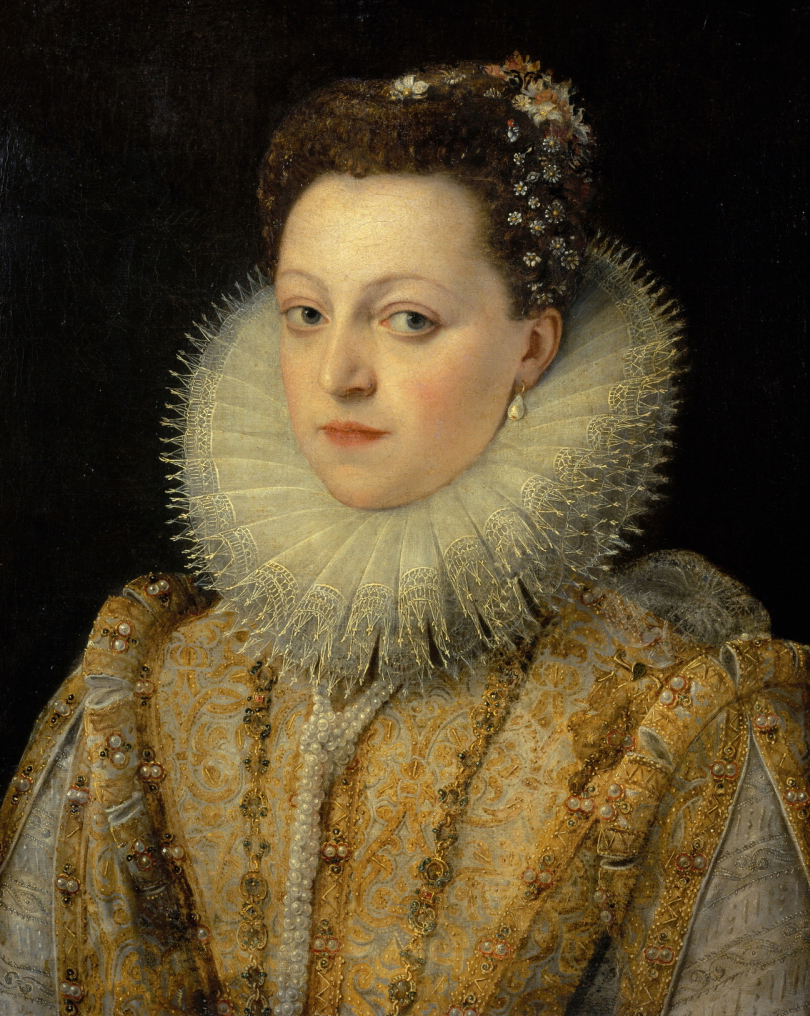
Possível retrato da duquesa Isabel, embora também possa ser das nobres Corona della Somaglia ou de Maria de Portugal, Duquesa de Parma e Placência. A pintura foi feita por Pieter Pourbus no século XVI, e hoje encontra-se na Galeria Nacional de Parma.

Em 29 de novembro de 1584, Isabel casou-se com Luís Carafa della Stadera, 4º príncipe de Stigliano e 4.º duque de Mondragone, em Bozzolo. Ele era filho de Antônio Carafa della Stadera, 3.º príncipe de Stigliano e 3.º duque de Mondragone, e de Joana Colonna. O casal mudou-se primeiro para Milão e depois para Nápoles, enquanto Sabioneta era governada por um governador. Ocasionalmente, eles iam ao ducado de Gonzaga (cobiçado pelo rei de Espanha pela sua posição estratégica) - onde circulavam moedas com as suas efígies - para atender a assuntos urgentes do governo: Isabel demonstrava interesse pelos problemas socioeconómicos dos sabbionetanos. 
Do casamento nasceu um filho, Antônio, duque de Mondragone, casado com Helena Aldobrandini, neta do Papa Clemente VIII.
O casal vivia no Palácio Cellammare onde foi celebrado, em 1636, o polêmico casamento entre sua neta, Ana, e Ramiro Felipe Núñez de Guzmán. A duquesa - lamentando perpetuamente a morte prematura de seu filho Antônio - opôs-se às escolhas dos Carafas e de sua nora, Helena Aldobrandini, e se opôs fortemente a este casamento porque queria um príncipe italiano para ser seu herdeiro que tivesse no coração a preservação da independência e do prestígio dos Estados paternos de Sabioneta, e apenas a designação do espanhol como vice-rei de Nápoles suavizou um pouco a sua posição determinada.
A imperatriz Maria Ana de Espanha , irmã do rei Filipe IV de Espanha e da rainha de França, Ana da Áustria fez uma parada em Nápoles, em 1630. Ansiosa por conhecer a riquíssima herdeira, convocou Isabel, sua nora, Helena, e sua neta, Ana, à corte, concedendo-lhes o privilégio de sentarem-se na sua presença. O vice-rei Fernando Afán de Ribera y Téllez-Girón, 3.º duque de Alcalá, também exerceu sua autoridade para convencer o resoluto nobre Gonzaga.
Em 1629, ela vendeu o ducado de Sabonieta para os espanhóis, em troca de Bitonto, na Apúlia. Isabel ficou viúva em 22 de janeiro de 1630, e não se casou novamente.
Após a morte de Isabel, em Nápoles, no dia 10 de fevereiro de 1637, o ducado de Sabioneta foi herdado por sua neta, Ana Carafa della Stadera, filha de Antônio, quando a Família Farnésio apoiou a sucessão. A duquesa foi sepultada na capela Carafa da Basílica de São Domingos Maior, onde estava o túmulo de seu marido.

## Legado
O pai de Isabel, Vespasiano, promoveu a fundação de um hospital civil em Sabioneta, o qual foi concluído em 1603 pela filha. Hoje, a Fundação Isabel Gonzaga (Fondazione Isabella Gonzaga) participa de assistência social, saúde e caridade.

## Descendência
- Antônio Carafa della Stadera (1586 - dezembro de 1610), foi o 5.ª duque de Mondragone como sucessor do pai. Foi casado com Helena Aldobrandini, com quem teve quatro filhos, sendo que apenas uma filha, Ana, sobreviveu.